# إيرا ريس
إيرا ريس (بالإنجليزية: Ira Reiss)‏ هو عالم اجتماع أمريكي، ولد في 8 ديسمبر 1925.